# Martin Schmitt (Historiker)
Martin Schmitt (* 1984 in Ludwigsburg) ist ein deutscher Historiker.

## Vita
Martin Schmitt studierte Neuere und Neuste Geschichte, Politik, Informatik an der Eberhard Karls Universität Tübingen und der Universidad Complutense de Madrid. An der University of Cambridge verbrachte er 2008 einen Forschungsaufenthalt für seine Arbeiten an der Geschichte der Computernetzwerke. 2014 trat er eine Stelle als Wissenschaftlicher Mitarbeiter und Doktorand am Leibniz-Zentrum für Zeithistorische Forschung am, wo er betreut von Prof. Frank Bösch an einem Projekt zu den „Aufbrüchen in die digitale Gesellschaft. Computerisierung soziale Ordnung in der Bundesrepublik und DDR“ seine Dissertation zur Digitalisierung der Kreditwirtschaft verfasste. Er reichte seine Dissertation an der Universität Potsdam, Philosophische Fakultät, im Jahr 2020 ein. Nach Ende seiner Projektförderung blieb er bis 2023 als assoziierter Wissenschaftler in der Abteilung II für Wirtschaftsgeschichte  weiter am ZZF-Potsdam tätig. 2018 wechselte er als Wissenschaftlicher Mitarbeiter für ein Jahr an die Helmut-Schmidt-Universität/Universität der Bundeswehr Hamburg, bevor er Prof. Martina Heßler an die Technischen Universität Darmstadt folgte. Dort arbeitete er an Projekten der Umweltgeschichte mit Methoden der Digital Humanities. Seit Oktober 2023 ist er unbefristeter Wissenschaftlicher Mitarbeiter an der Universität Paderborn mit einem Schwerpunkt für Digital History und die Geschichte der Digitalisierung.

## Forschung
Schmitt forscht und lehrt am Historischen Institut der Universität Paderborn. Seine Forschungsinteressen reichen von der europäischen Zeitgeschichte über Fragen der Digitalisierung und Computervernetzung bis hin zur Umweltgeschichte. Er hat eine Stelle als wissenschaftlicher Mitarbeiter und Dozent für „Digital History“ inne, die sich mit der kritischen Reflexion der Digitalgeschichte und dem Einsatz von datengetriebenen Ansätzen in der historischen Forschung beschäftigt. Die Dissertation wurde im Fach breit diskutiert, unter anderem in der Historischen Zeitschrift, der Zeitschrift für Unternehmensgeschichte, Technology and Culture und in den sehepunkten besprochen. In seinem Erstlingswerk „Internet im Kalten Krieg: eine Vorgeschichte des globalen Kommunikationsnetzes“ setzte er sich dem gesellschaftlichen Einfluss unterschiedlicher sozialer Gruppen, von den Gegenkulturellen über die Wissenschaftler bis zum Militär, auf die frühe Entwicklung des Internet auseinander. Das Buch wurde in der NZZ am Sonntag, im Jahrbuch für Kommunikationsgeschichte, der Neuen Politische Literatur in der Zeitschrift Technikgeschichte, der Vierteljahresschrift für Sozial- und Wirtschaftsgeschichte und der Militärgeschichtlichen Zeitschrift als „deutschsprachiges Standardwerk“ rezipiert. Er ist regelmäßig Gast im Rundfunk, darunter im Radio (u. a. BR, Deutschlandfunk) und Fernsehen (ARTE).
Für seine Arbeiten zur Digitalgeschichte Ost- und Westdeutschlands wurde er mehrfach ausgezeichnet, u. a. mit dem Preis der Gesellschaft für die Geschichte der Wissenschaften, der Medizin und der Technik 2020 und dem Weizenbaum-Preis 2021 (3. Preis) des Forums der Informatiker für Frieden und gesellschaftliche Verantwortung e.V.

## Schriften (Auswahl)
Monographien
- Internet im Kalten Krieg. Eine Vorgeschichte des globalen Kommunikationsnetzes (= Histoire. Bd. 102). Transcript Verlag, Bielefeld 2016, ISBN 978-3-8376-3681-9.
- Die Digitalisierung der Kreditwirtschaft. Computereinsatz in den Sparkassen der Bundesrepublik und der DDR 1957–1991. (= Medien und Gesellschaftswandel im 20. Jahrhundert. Bd. 15). Wallstein-Verlag, Göttingen 2021, ISBN 978-3-8353-3371-0.

Herausgeberschaften
- mit Christopher Leslie: Histories of Computing in Eastern Europe. (=  IFIP Advances in Information and Communication Technology. Bd. 549). Springer International Publishing, Cham 2019, ISBN 978-3-525-30078-7.